# バイコヌール宇宙基地81番射点
バイコヌール宇宙基地81番射点(Baikonur Cosmodrome Site 81)は、バイコヌール宇宙基地200番射点とともにプロトンロケットの打上げに用いられる発射場である。2つの発射台エリア23と24から構成される。エリア24は現在もプロトン-K及びプロトン-Mロケットの打上げに用いられているが、エリア23は現在は用いられていない。
いくつかの惑星探査機が81番射点から打ち上げられた。エリア23はマルス3号、マルス4号、マルス6号、ベネラ11号の打上げに用いられ、エリア24はマルス2号、マルス5号、マルス7号、ベネラ9号、ベネラ10号、ベネラ12号の打上げに用いられた。両エリアから、いくつかの月探査機も打ち上げられている。
また国際宇宙ステーションのザーリャとズヴェズダ、またサリュート2号、サリュート3号、サリュート5号、ミールのスペクトルとプリローダはエリア23から、サリュート1号、サリュート4号、サリュート6号はエリア24から打ち上げられた。
2013年7月2日、プロトン-M/DM-03が81/24番射点から打ち上げられ、3つのGLONASS航行衛星を運んだ。打上げの直後、ロケットが縦揺れし、制御を失った。ロケットは発射台付近に落下して爆発した。81番射点やバイコヌール宇宙基地への損傷の程度は不明である。